# 63 Pułk Szkolno-Bojowy Oficerskiej Szkoły Lotniczej

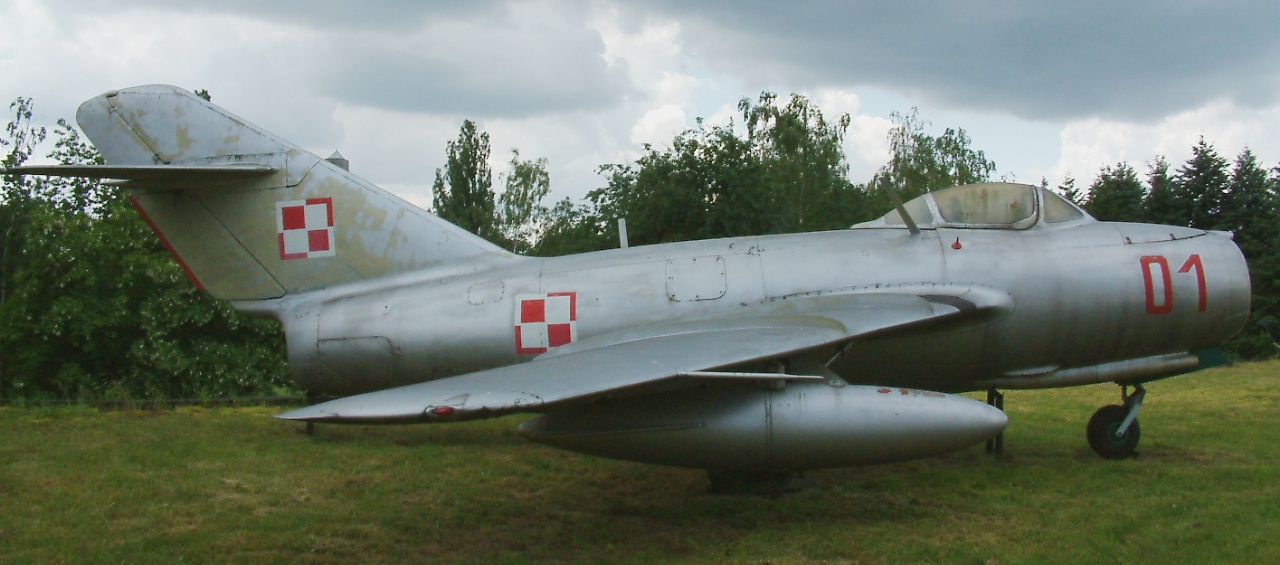
MiG-15

63 Pułk Szkolno-Bojowy Oficerskiej Szkoły Lotniczej im. Żwirki i Wigury (63 pszb OSL) – szkolny oddział wojsk lotniczych SZ PRL.

## Formowanie i zmiany organizacyjne
W 1958 roku, na lotnisku w Glinniku, sformowano 63 Pułk Szkolno-Bojowy Oficerskiej Szkoły Lotniczej im. Żwirki i Wigury w Radomiu. Etat nr 20/453 przewidywał 341 żołnierzy i 1 pracownika kontraktowego.
19 maja 1958 roku Minister Obrony Narodowej rozkazał rozformować 63 pszb, a w jego miejsce w skład Oficerskiej Szkoły Lotniczej Nr 4 włączyć 31 Pułk Lotnictwa Myśliwskiego i przeformować w 31 Pułk Szkolno-Bojowy Oficerskiej Szkoły Lotniczej. 
Dowódca Wojsk Lotniczych i Obrony Przeciwlotniczej Obszaru Kraju rozformował 63 Pułk Szkolno-Bojowy Oficerskiej Szkoły Lotniczej w terminie do 25 czerwca 1958 roku.
Organizatorem i dowódcą pułku był major pilot Kazimierz Ciepiela.